# Золотий жеребець
«Золотий жеребець» (англ. The Golden Stallion) — американський вестерн режисера Гаррі С. Вебба 1927 року.

## Сюжет
Пошуки втраченого золотого рудника, шлях до якого витаврувано на шиї великого коня, Біла Лють.

## У ролях
- Моріс Флінн — Вінн Кендалл
- Джо Бономо — Еварт Гарт
- Моллі Мелоун — Джоан Форсайт
- Том Лондон — Жюль Ла Ру
- Барр Макінтош — Елмер Кендалл
- Джозеф Суїкерд — Джон Форсайт
- Джей Дж. Браян — Чорний орел
- Енн Смолл — Ватона
- Вайт Ф'юрі Горс — Золотий Жеребець
- Біллі Френі — водій
- Берт Де Марк — прихвостень